# Svetlana Nikolaeva
Svetlana Nikolaeva, née le 3 juillet 1987 à Kravasin, est une fondeuse russe active depuis 2005.

## Palmarès

### Championnats du monde
| Épreuve / Édition | Oslo 2011 |
| 10 km classique   | 26e       |

### Coupe du monde
- Meilleur classement au général : 57e en 2011.
- Meilleure performance individuelle : 9e au sprint de Szklarska Poreba en 2014.
- 1 podium en épreuve collective.